# Аппер-Талпегокен Тауншип (округ Беркс, Пенсільванія)
Аппер-Талпегокен Тауншип (англ. Upper Tulpehocken Township) — селище (англ. township) в США, в окрузі Беркс штату Пенсільванія. Населення — 1856 осіб (2020).

## Демографія
Згідно з переписом 2010 року, у селищі мешкало 1575 осіб у 582 домогосподарствах у складі 418 родин. Було 631 помешкання
Расовий склад населення:
| - 96,6 % — білих - 0,7 % — чорних або афроамериканців - 0,4 % — корінних американців - 0,2 % — азіатів - 1,1 % — осіб інших рас |

До двох чи більше рас належало 1,1 %. Частка іспаномовних становила 3,3 % від усіх жителів.
За віковим діапазоном населення розподілялося таким чином: 24,3 % — особи молодші 18 років, 63,9 % — особи у віці 18—64 років, 11,8 % — особи у віці 65 років та старші. Медіана віку мешканця становила 42,4 року. На 100 осіб жіночої статі у селищі припадало 110,0 чоловіків;  на 100 жінок у віці від 18 років та старших — 110,8 чоловіків також старших 18 років.
Середній дохід на одне домашнє господарство  становив 76 844 долари США (медіана — 64 306), а середній дохід на одну сім'ю — 81 862 долари (медіана — 71 736). Медіана доходів становила 48 088 доларів для чоловіків та 36 806 доларів для жінок. За межею бідності перебувало 11,8 % осіб, у тому числі 15,8 % дітей у віці до 18 років та 11,0 % осіб у віці 65 років та старших.
Цивільне працевлаштоване населення становило 894 особи. Основні галузі зайнятості: освіта, охорона здоров'я та соціальна допомога — 22,5 %, виробництво — 14,0 %, роздрібна торгівля — 12,0 %, будівництво — 11,0 %.